# Valentano
Valentano is een gemeente, gelegen aan het Meer van Bolsena, in de Italiaanse provincie Viterbo (regio Latium), en telt 2975 inwoners (31-12-2004). De oppervlakte bedraagt 43,3 km², de bevolkingsdichtheid is 67,80 inwoners per km².
De volgende frazioni maken deel uit van de gemeente: Villa Fontane, Felceti.

## Demografie
Valentano telt ongeveer 1322 huishoudens. Het aantal inwoners steeg in de periode 1991-2001 met 0,4% volgens cijfers uit de tienjaarlijkse volkstellingen van ISTAT.
| Jaar | Inwoneraantal |
| ---- | ------------- |
| 1991 | 2923          |
| 2001 | 2935          |

## Geografie
De gemeente ligt op ongeveer 538 m boven zeeniveau.
Valentano grenst aan de volgende gemeenten: Capodimonte, Cellere, Farnese, Gradoli, Ischia di Castro, Latera, Piansano, Pitigliano (GR).

## Geschiedenis
De vroegst bekende vermelding van de plaats komt voor in een manuscript uit 813 in het Farfa Register. Vanaf 844 komt de naam “Balentinu” voor in documenten van de Abdij van San Salvatore op de Monte Amiata. Er zijn vele aanwijzingen dat het gebied al vanaf prehistorische tijden bewoond werd.
In de periode van de Renaissance viel de stad in het domein van het Huis Farnese. Aan deze familie dankt Valentano zijn fort (‘’Rocca’’) en diverse van zijn kerken. Verscheidene Farnese-telgen zijn in de Rocca in Valentano geboren. Na 1649, het jaar waarin de nabij gelegen stad Castro (Latium) op bevel van paus Innocentius X met de grond gelijk werd gemaakt, nam Valentano de centrumfunctie in de regio van Castro over.
In de zomer van 2021 vond rond het feest van Ferragosto in een natuurgebied in de omgeving van Valentano een van de grootste illegale rave parties ooit in Europa gehouden plaats.

## Geboren
- Alessandro Farnese (1520-1589)], kardinaal, diplomaat, bouwheer van Farnese-paleizen en kunstliefhebber
- Ottavio Farnese (1524-1586), hertog van Parma en Piacenza
- Ranuccio Farnese (1530-1565), kardinaal
- Paolo Ruffini (1765-1822), wiskundige, arts en filosoof

## Externe link

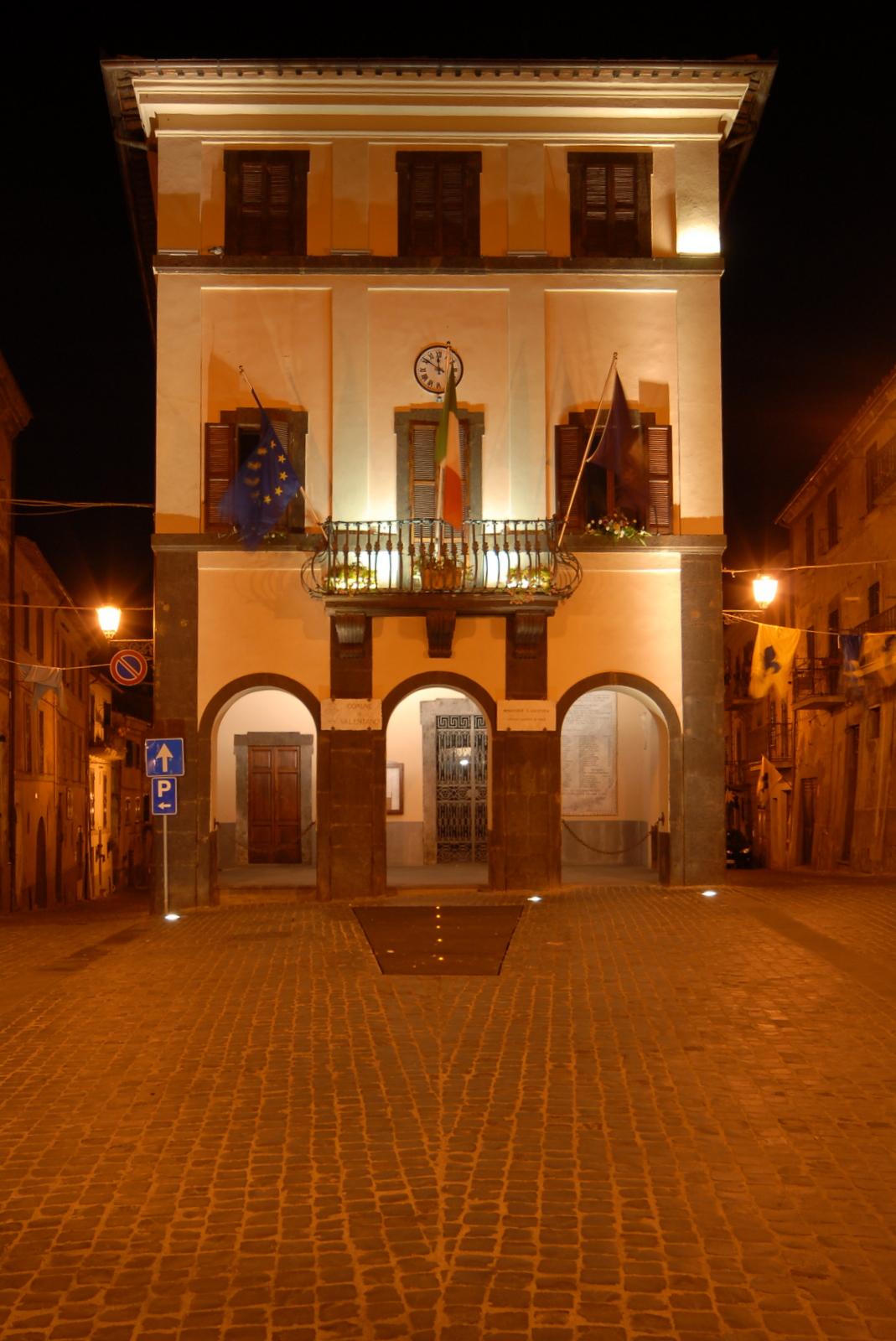
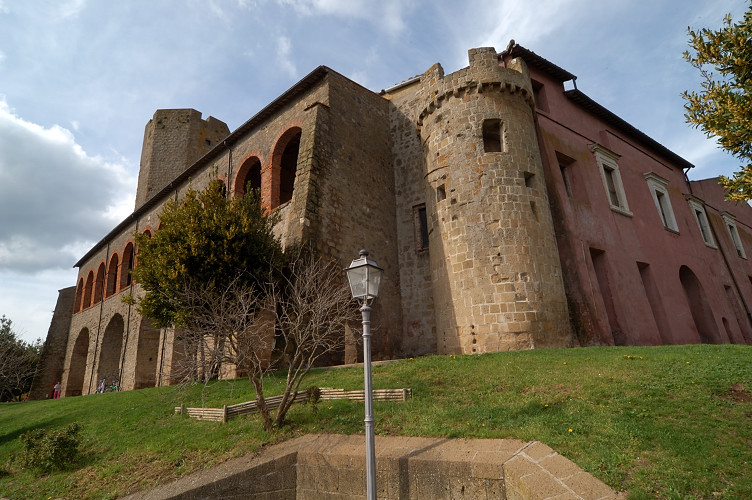
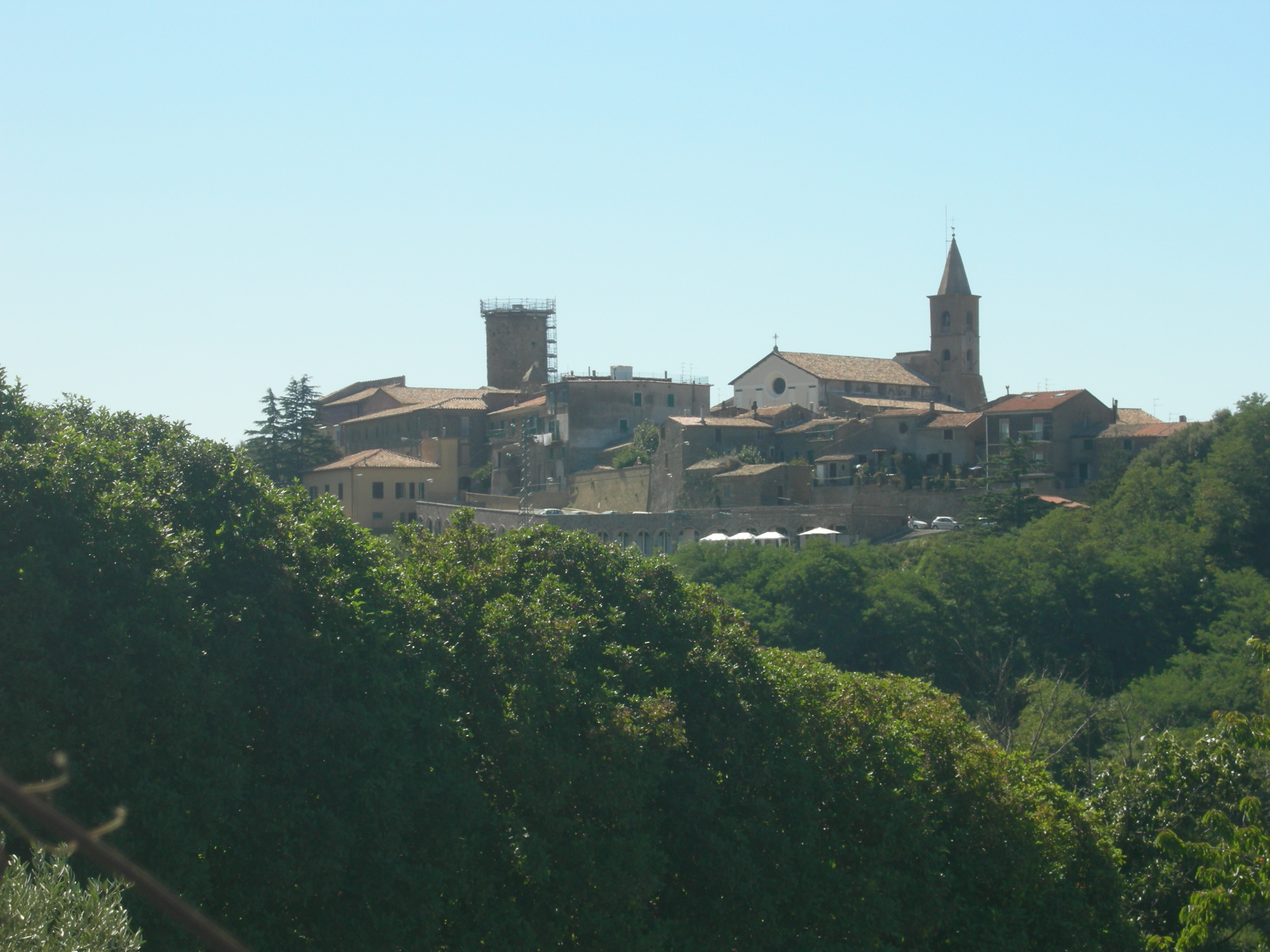
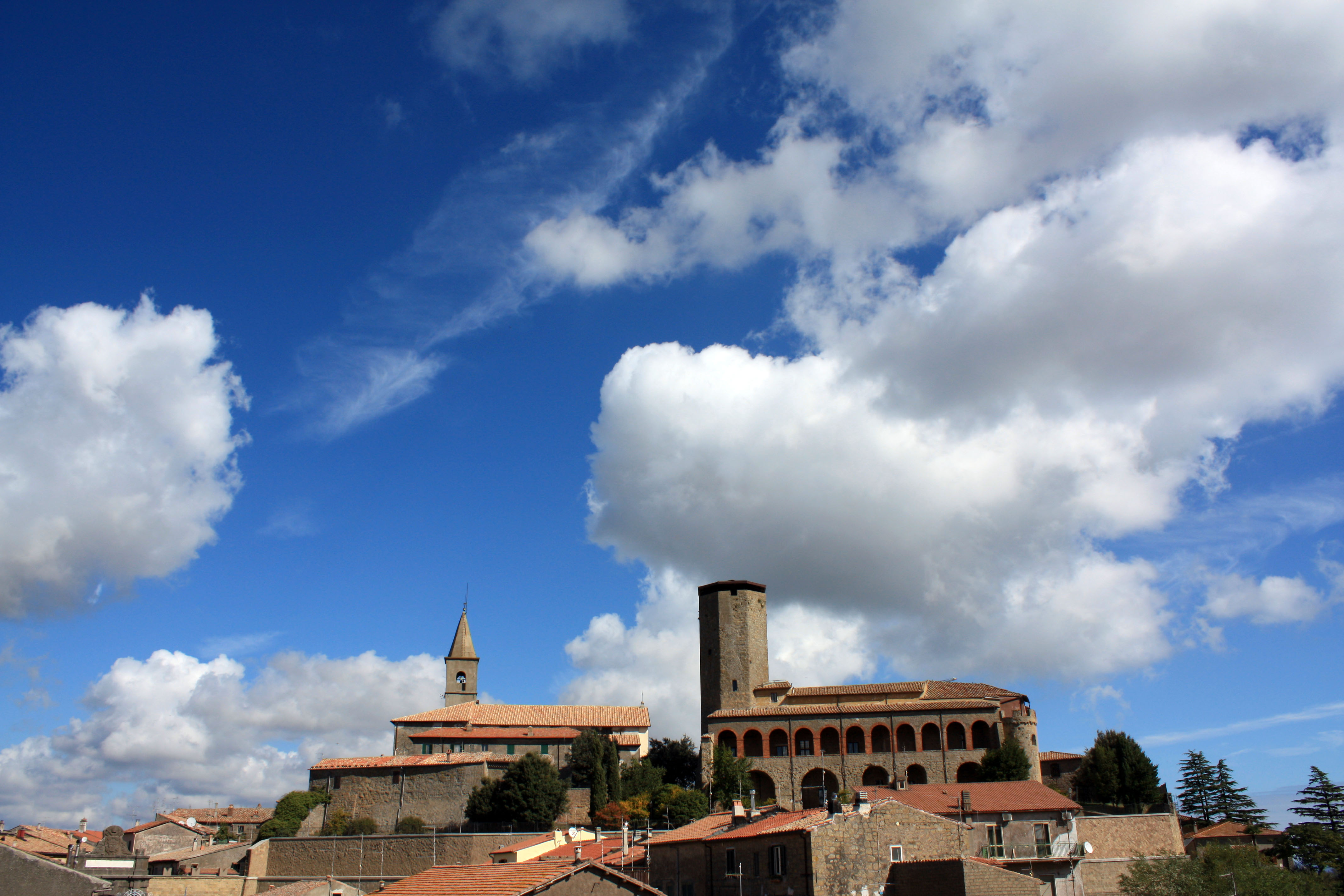
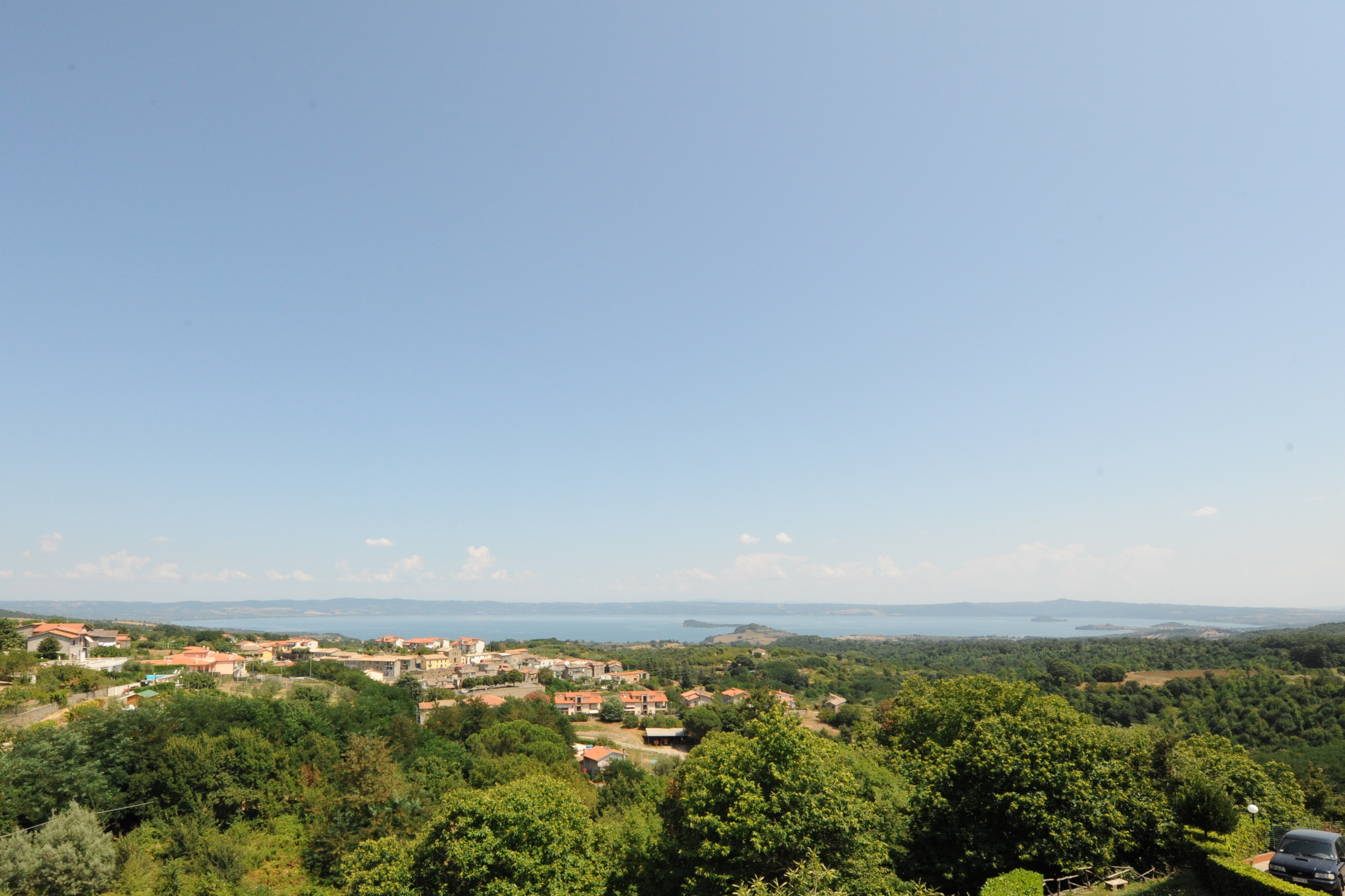